# رادمیروواتس
رادمیروواتس (به صربی: Radmirovac) یک منطقهٔ مسکونی در صربستان است که در سورییگ واقع شده‌است. رادمیروواتس ۲۰۰ نفر جمعیت دارد.